# Hōzen-ji
 (janvier 2015).
Si vous disposez d'ouvrages ou d'articles de référence ou si vous connaissez des sites web de qualité traitant du thème abordé ici, merci de compléter l'article en donnant les références utiles à sa vérifiabilité et en les liant à la section « Notes et références ».

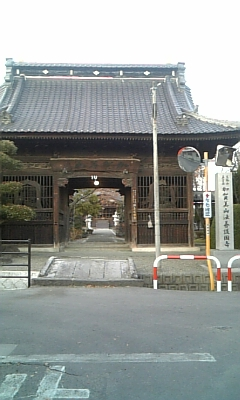
Entrée du Hōzen-ji.

Le Hōzen-ji (法善寺) est fondé en 806 à Wakakusa (actuelle Minami-Alps, préfecture de Yamanashi au Japon. Le temple est affilié à la secte bouddhiste Shingon.

## Galerie d'images

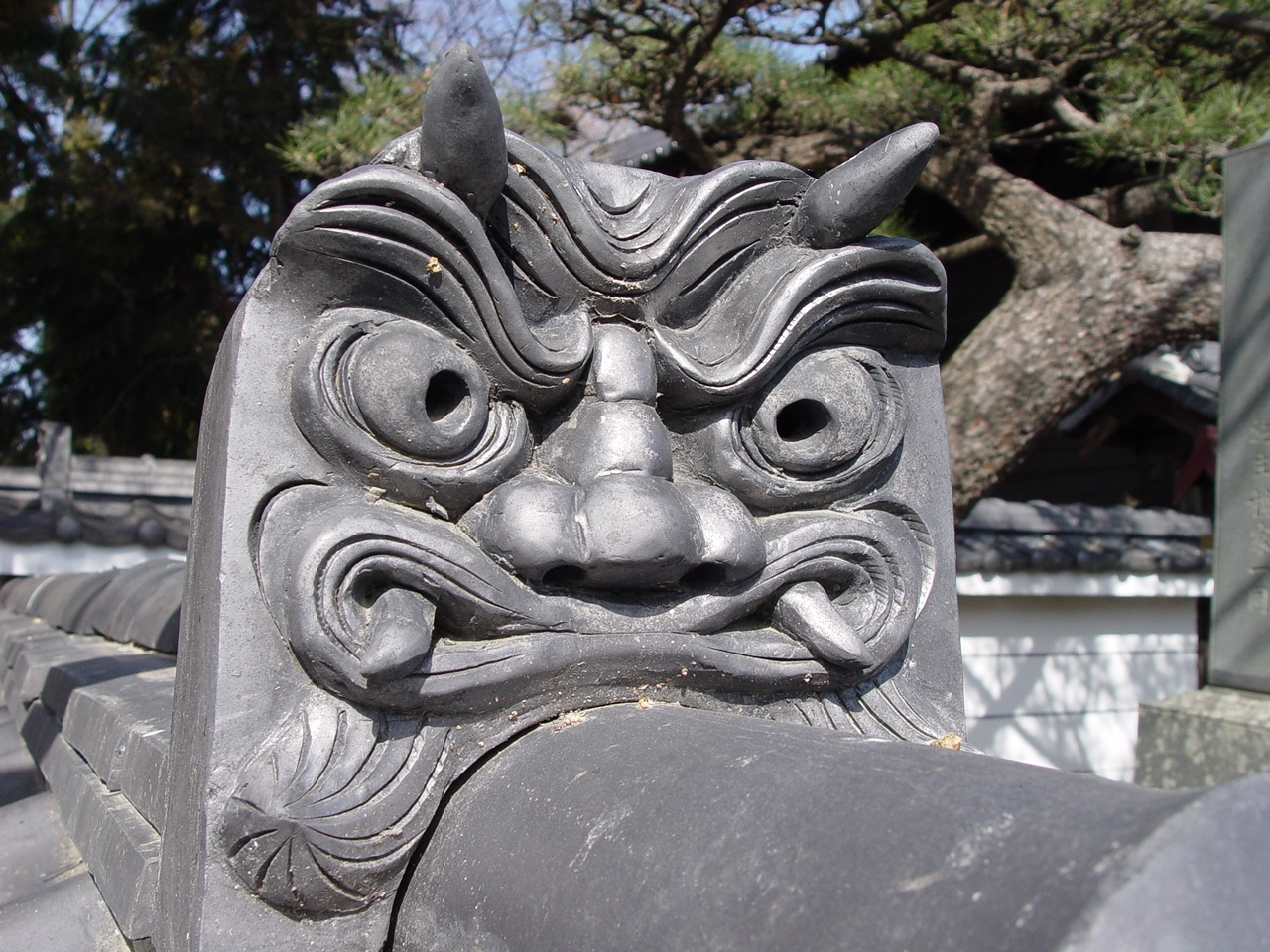
Tuile à tête de diable.
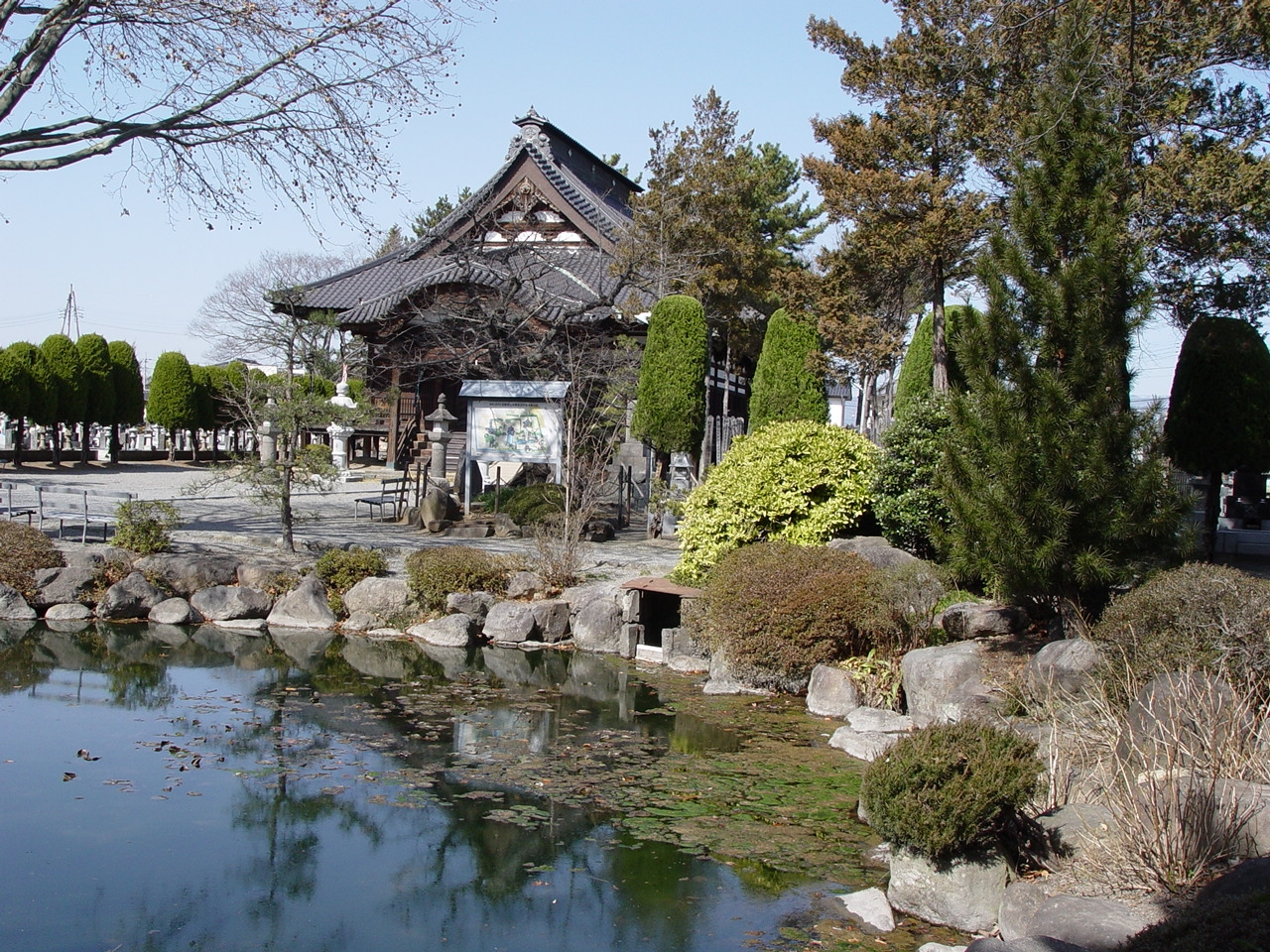
Étang.
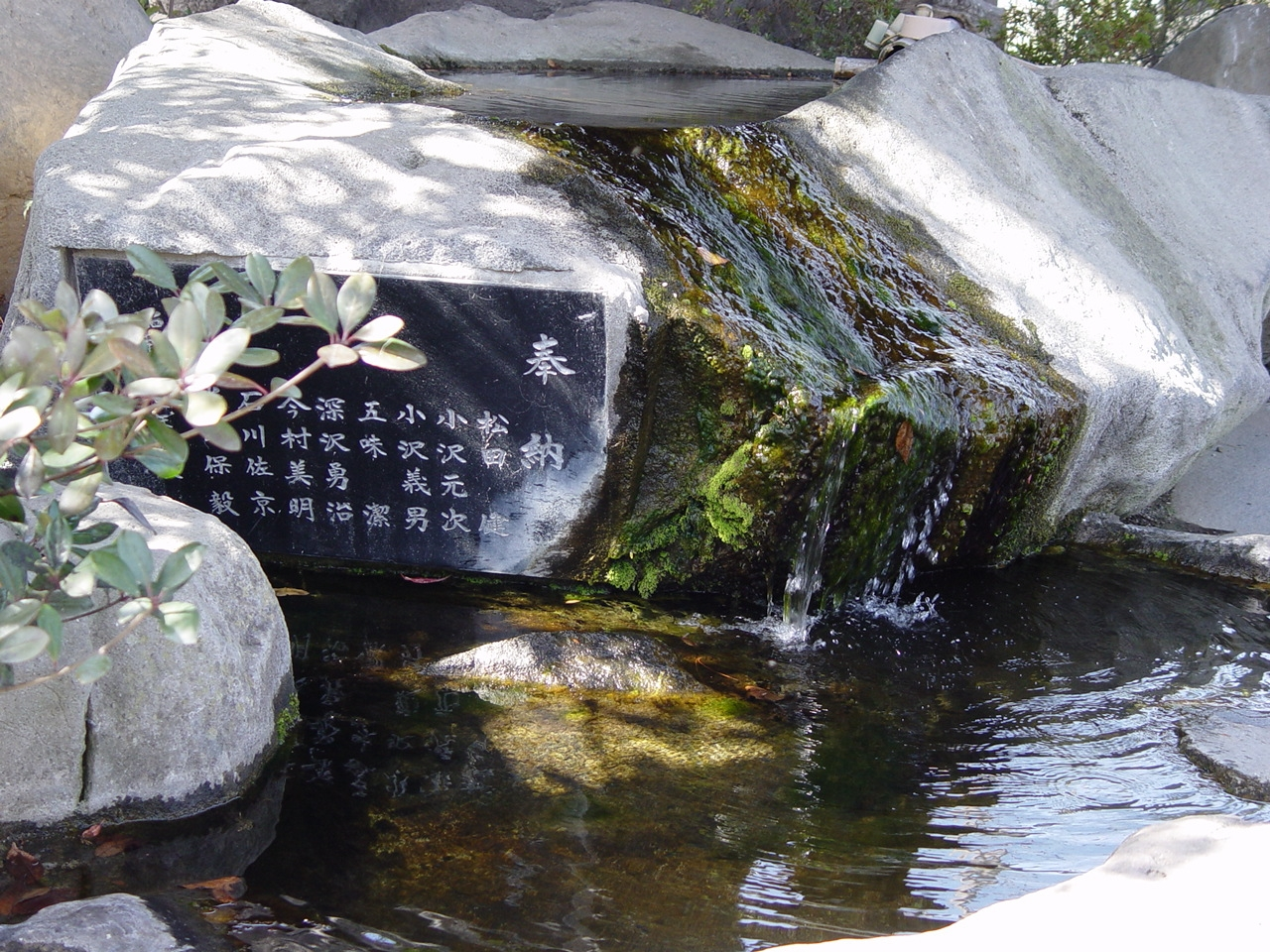
Autre vue de l'étang.
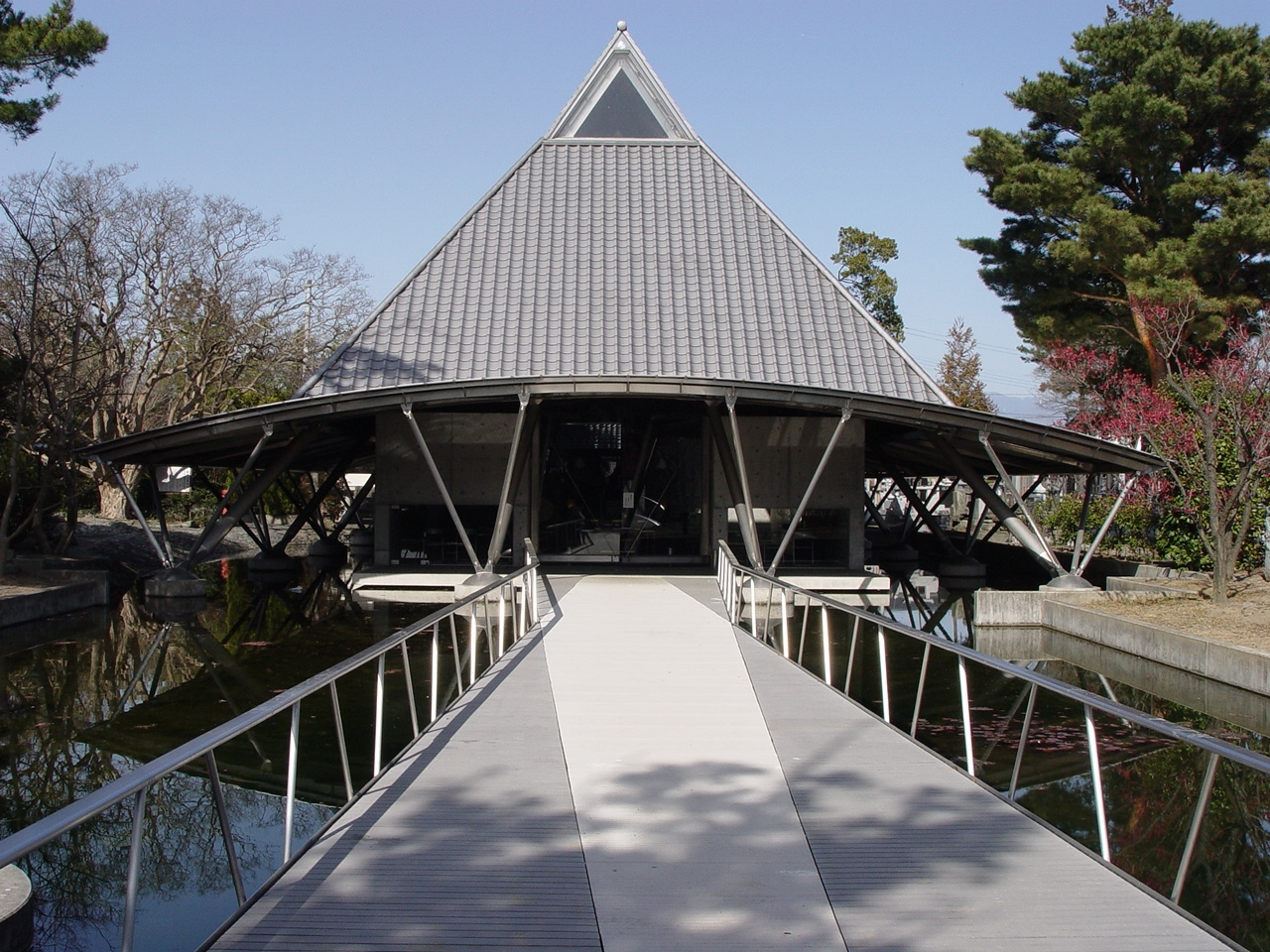
Bâtiment moderne du temple.
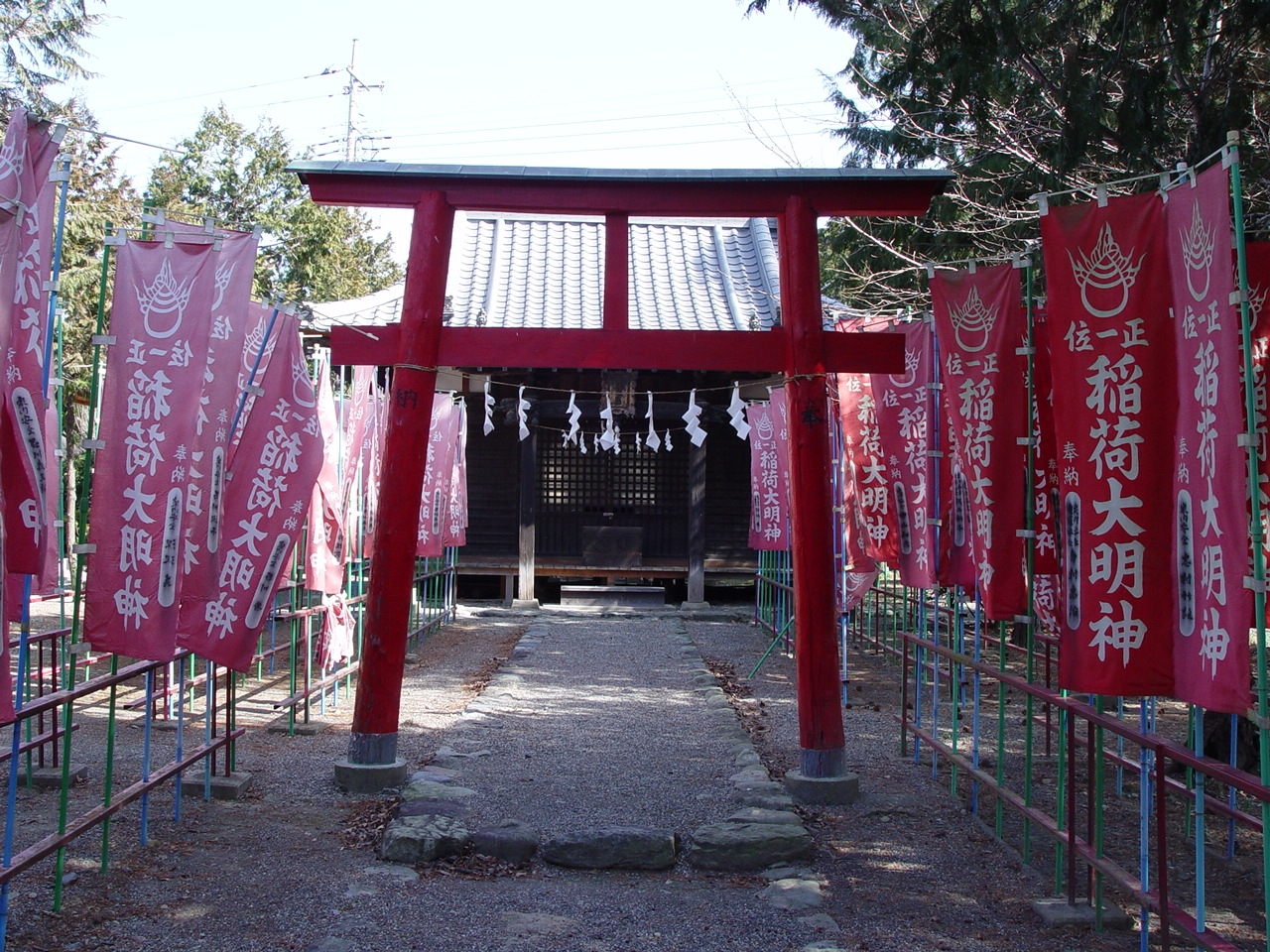
Sanctuaire shinto dans l'enceinte du temple.